# Jacques Hamelink
Jacobus Marinus (Jacques) Hamelink (Driewegen, 12 januari 1939 – 17 november 2021) was een Nederlandse dichter, prozaschrijver, essayist en onderwijzer.
Hij publiceerde in verschillende literaire tijdschriften, waaronder Merlyn, Roeping, Raam, Podium, De Revisor, Raster en Tirade. Uit zijn werk spreekt een worsteling met de (menselijke) natuur en de behoefte om het onderbewuste tot bewustzijn te brengen. Gedichten als boodschap van de ene eenzame naar de andere.

## Biografie
Jacques Hamelink werd geboren in een streng protestants gezin op het platteland van Zeeuws-Vlaanderen. In een gedicht beschrijft hij zichzelf als Jezuskind van Jan en Pieternelle, met meikever in de jampot.
Hij slaagde voor de MO-opleiding Nederlands en gaf drie jaar les in Terneuzen. In 1963 verhuisde Hamelink naar Amsterdam. Daarna woonde hij van 1969 tot 1971 in Avereest. Hij debuteerde in 1964 als prozaschrijver met de verhalenbundel Het plantaardig bewind, waarvoor hij de Vijverbergprijs ontving. In hetzelfde jaar bracht hij zijn eerste dichtbundel De eeuwige dag uit. In 1988 ontving hij de Constantijn Huygens-prijs voor zijn oeuvre.
Van zijn hand verschenen dertig dichtbundels en twaalf prozawerken, zoals romans, verhalen en essays.

## Thematiek
Het belangrijkste thema in het werk van Jacques Hamelink is de dreiging die de natuur op de mens uitoefent. In zijn roman Ranonkel (1969) kweekt de hoofdpersoon een kleine ranonkelstruik op. Gaandeweg dreigt deze plant de hele stad te overwoekeren en proberen de bewoners dit proces tegen te houden. Na een hevige strijd wordt de stad opnieuw heroverd op de natuur en de aanbidders van de als godheid vereerde Ranonkel gestraft.
Volgens het literaire magazine Meander is de natuur die zich wreekt op de ontaarde mens een centraal thema in het werk van Hamelink. In harmonie met de natuur te leven is voor hem een voorwaarde voor geluk, maar een mens die zich niet meer bewust is van zijn oorspronkelijk bestemming, is de weg kwijt. Aldus Hamelink.
Bronnen van inspiratie vormden de abstracte poëzie van Stéphane Mallarmé en de visuele poëzie. Na het verschijnen van zijn bundel Zilverzonnige en onneembare maan (2001) noteerde De Revisor dat zijn gedichten lastig te doorgronden waren.
Hamelink gebruikte veelvuldig moeilijke woorden, zoals zerp (grofkorrelig), kwink (zich veelvuldig heen en weer bewegen) en Mjölnir (de krijgshamer van de god Thor). In zijn bundel Hiëroglyfenomringd beschrijft hij de mummie van een vrouw uit het Oude Egypte, Nesitanebashru. Hij bezingt haar als de pop met de onkambaar verkliste haarveelte, oneindige staar, een aan gravitatie ontheven doodswijfje. Het was hem onverschillig dat dit cryptische woorden zijn, want hij zocht naar verrijking van de taal. Als ze al niet bestonden, verzon hij eenvoudig nieuwe woorden.
In de periode 1990 tot 2007 ging Hamelink voort op het pad van duistere gedichten over de Hoofse liefde of ontleend aan soefistische lyriek. De Volkskrant noemde hem een aards dichter met zijn hoofd in de wolken.
Daarna maakten de strakke constructies en de daarbij behorende koelte plaats voor hartstocht. Met eindeloos gevarieerde zanglijnen, zoals bij de vogels in het bos, probeerde hij de lezer te laten stilstaan, luisteren en genieten.
Daarbij werd de realiteit zichtbaarder en zijn taalgebruik opener en toegankelijker. Hij verwerkte in zijn gedichten impressies over de Ardennen, het Reestdal en zelfs de actualiteit, zoals het neerstorten van vlucht MH-17 in 2014:
Van kracht verder alleen het getuigenis van een ooggetuige,
poëzie van de ongekunsteld onkreukbare Oekraïense boerin
die gezien heeft en zegt wat niemand zag, de mensen
als bloemblaadjes bloemblaadjes uit de hemel vallen.

## Dichten als ambacht
Hamelink zag zichzelf als een ambachtsman en hij kon zijn leven lang de kost verdienen met zijn gedichten. Het onderbewuste tot bewustzijn te brengen, zo omschreef hij zijn werk als dichter. Hij wilde een verbindingsteken zijn tussen het ik en het ongekende. Woorden vinden voor het strikt persoonlijke, met als enige doel dat iemand zich hierin kan herkennen. Zoals Hamelink het zelf formuleerde: "Van de ene eenzame naar de andere eenzame." Poëzie was zijn enige manier van spreken en de rest was voor hem bij wijze van spreken.
Zijn manier van werken was om zo min mogelijk te doen. Naar een leeg stuk papier te kijken en zo maar wat zitten te dromen. Maar af en toe kwam daar een goedgeboren gedicht uit. Hij steeg dan, als het ware, boven zichzelf uit. Dichter zijn had, volgens hem, iets superieurs.
De dichter wilde, afgezien van wat er van zijn hand op papier verscheen, volledig ongezien en onbekend blijven. Zozeer zelfs dat hij regelmatig hoorde: "Hamelink, die is toch al dertig jaar dood?"
Hij kon niet een sociaal leven leiden en tegelijkertijd zijn eenzaamheid bewaren. Hij was wars van de massa. Wanneer hij soms wel zijn isolement doorbrak, dan had hij altijd spijt, omdat hij trouwbreuk had gepleegd aan zichzelf.
Hij probeerde niet iedere keer een geheel andere vorm uit te vinden, maar wilde zichzelf voortdurend te verbeteren binnen zijn eigen idioom. Ook onderscheidde Hamelink zich van andere dichters, doordat hij een bladzijde zo vol mogelijk schreef, over de volledige breedte en van onder tot boven.

## Wisselende kritieken
Jacques Hamelink voelde zich miskend door de media en dat lag, volgens hem, aan het ontbreken van serieuze poëziekritiek in het Nederlandse taalgebied. Bloemlezer Gerrit Komrij nam in zijn bekende bundel De Nederlandse poëzie van de 19de en 20ste eeuw in duizend en enige gedichten geen enkel gedicht van Hamelink op, die hij – net als enkele generatiegenoten – beschouwde als bakker van ‘duistere lullenkoek’.
Piet Gerbrandy was milder voor Hamelink, hoewel hij hem wel omschreef als pretentieus, op het arrogante af. Hij constateerde dat de duistere geleerdheid van de gedichten de lezer dwingt om een naslagwerk bij de hand te houden.
In de bundel Solituden (2020) keert Hamelink terug naar het land van zijn jeugd, de streek rond Sas van Gent. Het gehucht Driewegen, de basis van zijn leven. Hij zwerft langs de vertrouwde paden, zoals de Hogendijk, Oudelandseweg en het Sint-Annastraatje en treurt om de teloorgang van de Hedwigepolder:
Het nieuws dat de Hedwigepolder onder water gaat
kan nu beginnen te bezinken. Dat het ongeloof
waardige, het omgekeerde grondwerk waar wordt,
de eirappels en de ajuin van de Hedwigepolder
het veld moeten ruimen voor meer Scheldeschorre 

## Prijzen
- 1964 - Vijverbergprijs voor Het plantaardig bewind
- 1965 - Lucy B. en C.W. van der Hoogt-prijs voor Het plantaardig bewind
- 1981 - Busken Huetprijs voor In een lege kamer een garendraadje
- 1985 - Herman Gorterprijs voor Gemengde tijd
- 1988 - Constantijn Huygensprijs voor zijn gehele oeuvre

## Secondaire literatuur
- Piet Gerbrandy: De gong en de rookberg, intrigerende materie van H.H. ter Balkt en Jacques Hamelink (proefschrift Groningen, 2009). Handelseditie: Historische Uitgeverij Groningen, 2011.